# Oxid rhenistý
Oxid rhenistý (Re2O7) je jedním z oxidů rhenia. Oxidační číslo rhenia ve sloučenině je sedm. Je to anhydrid kyseliny rhenisté.

## Struktura
Krystalický oxid rhenistý je polymerní látka složená z oktaedricky a tetraedricky koordinovaných iontů rhenistých. Ohřevem dochází k rozpadu polymeru za vzniku molekulárního Re2O7, který je tvořen dvěma tetraedry ReO4 spojenými přes vrchol.

## Příprava a reakce
Oxid rhenistý vzniká oxidací kovového rhenia nebo jeho oxidů a sulfidů vzduchem při teplotě nad 500 °C.
Reaguje prudce s vodou za vzniku kyseliny rhenisté. Je prekurzorem pro přípravu methyltrioxorhenia (MTO), které se využívá jako katalyzátor.
S oxidem uhelnatým reaguje za vzniku oxidu rheniového.
Re2O7 + CO → 2 ReO3 + CO2